# When the Girls Joined the Force
When the Girls Joined the Force è un cortometraggio muto del 1914 diretto da Al Christie. Prodotto dalla Nestor di David Horsley e distribuito dall'Universal Film Manufacturing Company, aveva come interpreti Eddie Lyons, Lee Moran, Victoria Forde, Stella Adams, Russell Bassett, John Steppling e Beatrice Van.

## Trama
La stazione di polizia è stata rimodernata: nel corpo sono entrate delle belle ragazze e anche la prigione è stato oggetto di rinnovamento. Tutte le porte adesso sono aperte, sui pavimenti sono stati stesi dei magnifici tappeti turchi e i prigionieri possono godere ogni giorno dell'ora del tè, accompagnata da lezioni di tango mentre ai condannati vengono serviti dei rinfreschi. Un vecchietto che è stato arrestato, quando scopre le delizie del luogo, si accusa di ogni crimine al quale può pensare, ma sua moglie viene, con suo grande scorno, a liberarlo, pagando per lui la cauzione. Lee racconta a Eddie di come funziona la nuova prigione: Eddie, novello sposo, per scappare via di casa con una scusa, rovescia la bancarella di un venditore di frutta così che i poliziotti lo possano arrestare. La pacchia per lui, però, non dura molto perché la moglie lo viene a prendere, trascinandolo di nuovo a casa. Ben presto finisce anche la bella vita alla prigione quando l'amministrazione viene cambiata e le ragazze sono licenziate, sostituite da vecchie zitelle.

## Produzione
Il film fu prodotto dalla Nestor Film Company.

## Distribuzione
Distribuito dall'Universal Film Manufacturing Company, il film - un cortometraggio di due bobine - uscì nelle sale cinematografiche statunitensi il 17 aprile 1914.